# Sala (personaje bíblico)
Salé, Saléh o Shaléh (en hebreo: שַלַח‎, romanizado: Shalach, lit. 'enviar' o 'liberar') es un personaje menor del Antiguo Testamento y la Torá, aunque también es mencionado en el Nuevo Testamento.

## Etimología
En hebreo שֶׁלַח (She'laj) en arameo ܫܳܠܳܚ (Shalah),; y en griego, Σαλά (Sala'); se lo traduce como «brote» o «brotar»,

## En la Biblia
Según el Génesis y I Crónicas; es hijo de Arfaxad; y tuvo un hijo, Heber. De acuerdo al mismo libro, habría muerto a la edad de 433 años, teniendo 30 cuando tuvo a su hijo. Realizando los correspondientes cálculos, el nacimiento de Sala habría sido 1693 años luego de la creación y 37 después del diluvio universal.  Aunque hay discrepancias en las fechas mencionadas en la Septuaginta, el Tanaj samaritano y el texto masorético; que son lo suficientemente diferentes como para suponer que no se debe a errores de copiado, sino que son alteraciones intencionales de parte de los traductores de los textos. Según Lucas el Evangelista, forma parte de la genealogía de Jesús.